# Matata (Nouvelle-Zélande)
Matata (en maori de Nouvelle-Zélande : Matatā) est une localité située dans la partie nord de l'île du Nord de la Nouvelle-Zélande.

## Situation géographique
La ville est située à 24 km au nord-ouest de la ville de Whakatane.

## Population
La population de la ville de Matata lors du recensement de 2013 en Nouvelle-Zélande était de 642 habitants.

## Géologie
Depuis janvier 2005, la zone est sujette à des centaines de secousses sismiques peu profondes, de faible intensité, dont les plus intenses surviennent en 2005 et 2007, se poursuivant encore en février 2009. La plus importante est mesurée en mai 2007 à 4,2 sur l'échelle de Richter,.
En 2016, les scientifiques découvrent qu’une importante activité volcanique correspond en fait à une bulle de « magma en inflation », qui se forme à 10 km sous la surface au niveau de la ville.

## Évènements
En 2005, la ville est inondée par deux lames de lave torrentielle, qui prennent leurs sources dans les ruisseaux Awatarariki et Waitepuru, dévastant un certain nombre de bâtiments mais sans causer de victimes. Les flux de débris sont provoqués par une série de pluies très intenses, s'abattant au rythme de plus de 2 mm/min, qui tombe sur la partie sud-ouest du secteur de Matata, disloquant une énorme quantité de débris, qui constitue un barrage temporaire.

## Éducation
- L'école de Matata est une école primaire publique avec un taux de décile 5 et un effectif de 77 élèves[5].
- L'école catholique St Joseph est une école primaire avec un taux de décile de 2, intégrée au public, avec un effectif de 28 élèves[6].

Les deux écoles sont mixtes et accueillent les enfants de l'année 1 à 8.